# Hans-Jürgen Wünschel
Hans-Jürgen Wünschel (* 1947 in Bad Dürkheim) ist ein deutscher Historiker.

## Leben
Nach dem Abitur 1966 am Werner-Heisenberg-Gymnasium Bad Dürkheim studierte er von 1966 bis 1974 an der Universität Heidelberg Geschichte, Politische Wissenschaft, Germanistik und Anglistik. Er legte im Mai 1971 das erste Staatsexamen ab. Von 1975 bis 1976 war er Referent für Forschungsförderung im Kultusministerium von Rheinland-Pfalz. Nach der Promotion zum Dr. phil. im Dezember 1974 war er von 1976 bis 1981 Referent für Grundsatzfragen der Bildungs- und Kulturpolitik im Kultusministerium Rheinland-Pfalz. Von 1981 bis 1982 leitete er das Büro des Kultusministers Georg Gölter. Später war Wünschel akademisch tätig am Historischen Seminar der Universität Koblenz-Landau, Abteilung Landau, zuletzt als Akademischer Direktor. Im Mai 2002 wurde er zum Professor an der Katholischen Universität Tschenstochau ernannt.
Seine Arbeitsschwerpunkte sind deutsche Geschichte des 19. und 20. Jahrhunderts, Geschichte der USA und Landesgeschichte Rheinland-Pfalz.

## Schriften (Auswahl)
- Der Separatismus in der Pfalz nach dem Zweiten Weltkrieg. Heidelberg 1974, OCLC 784120181 (zugleich Dissertation, Heidelberg 1974).
- als Herausgeber: Die sudetendeutsche Frage. Entstehung, Entwicklung und Lösungsversuche 1918-1973. Analysen und Dokumente (= Schriftenreihe des Instituts für Staatsbürgerliche Bildung in Rheinland-Pfalz). Institut für Staatsbürgerliche Bildung in Rheinland-Pfalz, Mainz 1974, OCLC 46154119.
- Schicksalsjahre der Pfalz. Dokumente zur Geschichte von Rheinland-Pfalz. Meininger, Neustadt 1979, OCLC 264028775.
- Quellen zum Neubeginn der Verwaltung im rheinisch-pfälzischen Raum unter der Kontrolle der amerikanischen Militärregierung. April bis Juli 1945. (= Veröffentlichungen der Kommission des Landtages für die Geschichte des Landes Rheinland-Pfalz. Band 7). v. Hase & Koehler, Mainz 1985, ISBN 3-7758-1115-X.
- Angesichts der Trümmer. Die Gründungsgeschichte der pfälzischen Parteien nach dem Ende der Diktatur (= Schriftenreihe für pfälzische Heimatkunde. Band 9). Arbogast, Otterbach 1987, ISBN 3-87022-110-0.
- Ein unterhaltsamer Begleiter durch das Museum für Weinkultur im historischen Rathaus der Stadt Deidesheim. Deidesheim 1994, OCLC 552381281.
- Ein vergessenes Kapitel. Deidesheim nach dem Ende der Diktatur (= Landauer Universitätsschriften. Geschichte. Band 1). Knecht, Landau 1994, ISBN 3-930927-02-0.
- als Herausgeber mit Heide Gieseke: Frau und Geschichte (= Landauer Universitätsschriften. Geschichte. Band 2). Knecht, Landau 1995, ISBN 3-930927-05-5.
- als Herausgeber: Rheinland-Pfalz. Beiträge zur Geschichte eines jungen Landes (= Landauer Universitätsschriften. Geschichte. Band 4). Knecht, Landau 1997, ISBN 3-930927-16-0.